# Byron Buxton
Pour les articles homonymes, voir Buxton.
Byron Keiron Buxton (né le 18 décembre 1993 à Baxley, Géorgie, États-Unis) est un voltigeur des Twins du Minnesota de la Ligue majeure de baseball.
Meilleur joueur des ligues mineures de baseball en 2013, il fait ses débuts dans le baseball majeur en 2015.
Son jeu défensif est en 2017 récompensé par un Gant doré, un prix Fielding Bible à la position de voltigeur de centre, et le prix Wilson du joueur défensif de l'année.

## Carrière
Byron Buxton est le meilleur joueur de niveau secondaire aux États-Unis en 2012. À sa dernière saison jouée à l'école secondaire Appling County High de Baxley, il frappe pour ,513 de moyenne au bâton avec 68 points marqués et 38 buts volés. Il n'est retiré que 5 fois sur des prises. Il joue comme voltigeur mais aussi comme lanceur et, dans ce dernier rôle, réussit 154 retraits sur des prises en 81 manches lancées, avec 10 victoires, une défaite et une moyenne de points mérités de 1,90.
Byron Buxton est le deuxième athlète sélectionné au repêchage amateur de 2012. L'un des favoris pour être le tout premier choix, il est réclamé par les Twins du Minnesota alors que le club détenant la première sélection, les Astros de Houston, lui préfèrent Carlos Correa. Il accepte un premier contrat professionnel offert par les Twins et perçoit une prime à la signature de 6 millions de dollars, la plus élevée parmi les joueurs repêchés cette année-là.

### Ligues mineures
Il amorce sa carrière professionnelle en ligues mineures dès 2012 avec un club affilié aux Twins. Au cours des trois années qui le séparent de son entrée dans les majeures, il est constamment choisi dans les premières positions des différents palmarès classant les meilleurs espoirs du baseball. Au début 2013, il fait son entrée au 10e rang de la prestigieuse liste annuelle de Baseball America, qui le classe au sommet de son top 100 en 2014. Après qu'une fracture à un doigt ayant nécessité une opération ainsi qu'une commotion cérébrale l'eurent limité à 31 parties de ligues mineures en 2014, Buxton se classe 2e du top 100 de Baseball America au début 2015, derrière Kris Bryant des Cubs de Chicago. Le site MLB.com classe Buxton au premier rang de sa liste des meilleurs joueurs d'avenir en 2014 et 2015. L'expert d'ESPN, Keith Law, considère Buxton meilleur espoir du baseball en 2014 et le classe second derrière Bryant un an plus tard. Buxton trône aussi au sommet de la liste des meilleurs prospects de Baseball Prospectus deux années de suite, en 2014 et 2015.
En 2013 pour les Kernels de Cedar Rapids, un club-école de niveau A des Twins du Minnesota, Buxton frappe pour ,341 de moyenne au bâton avec 55 points produits, 32 buts volés et un pourcentage de présence sur les buts de ,431 pour être nommé joueur par excellence de la saison en Midwest League. En 2013, il est élu joueur de ligues mineures de l'année par Baseball America et il remporte le 54e prix annuel J.G. Taylor Spink Award, décerné au meilleur joueur mineur par les ligues mineures de baseball et la compagnie Topps. 
En juillet 2013, il participe au match des étoiles du futur, présenté à New York, en compagnie d'un autre espoir des Twins, Miguel Sanó.
Buxton gradue au niveau Double-A des mineures en 2014. À son premier (et seul) match pour les Rock Cats de New Britain, une collision avec son coéquipier Mike Kvasnicka entraîne une commotion cérébrale qui le garde à l'écart du jeu jusqu'au début des activités de la Ligue d'automne d'Arizona. Après 13 matchs dans cette ligue pour les Rafters de Salt River, une fracture au majeur de la main gauche met fin à sa saison 2014. Ces blessures s'ajoutent à une autre, au poignet gauche, subie en mars 2014 lors d'un match préparatoire des ligues mineures et aggravée en mai suivant.

### Twins du Minnesota
Byron Buxton est l'un des nombreux espoirs hautement considérés à faire ses premiers pas au plus haut niveau en 2015, arrivant dans les majeures peu après Kris Bryant, Addison Russell, Carlos Correa, Joey Gallo et Noah Syndergaard. Il fait ses débuts dans le baseball majeur pour les Twins du Minnesota face aux Rangers du Texas le 14 juin 2015, le même jour qu'un autre prospect très attendu, Francisco Lindor, joue son premier match pour Cleveland, et la même semaine que les débuts de Correa pour Houston. Il atteint les buts en étant sauf sur un optionnel en 9e manche de son premier match et marque le point gagnant dans la victoire de 4-3 des Twins sur les Rangers. Son premier coup sûr dans les majeures est un triple le 15 juin aux dépens du lanceur John Lackey des Cardinals de Saint-Louis.
Son jeu défensif est en 2017 récompensé par un Gant doré, un prix Fielding Bible à la position de voltigeur de centre, et le prix Wilson du joueur défensif de l'année.